# Hugo van der Goes

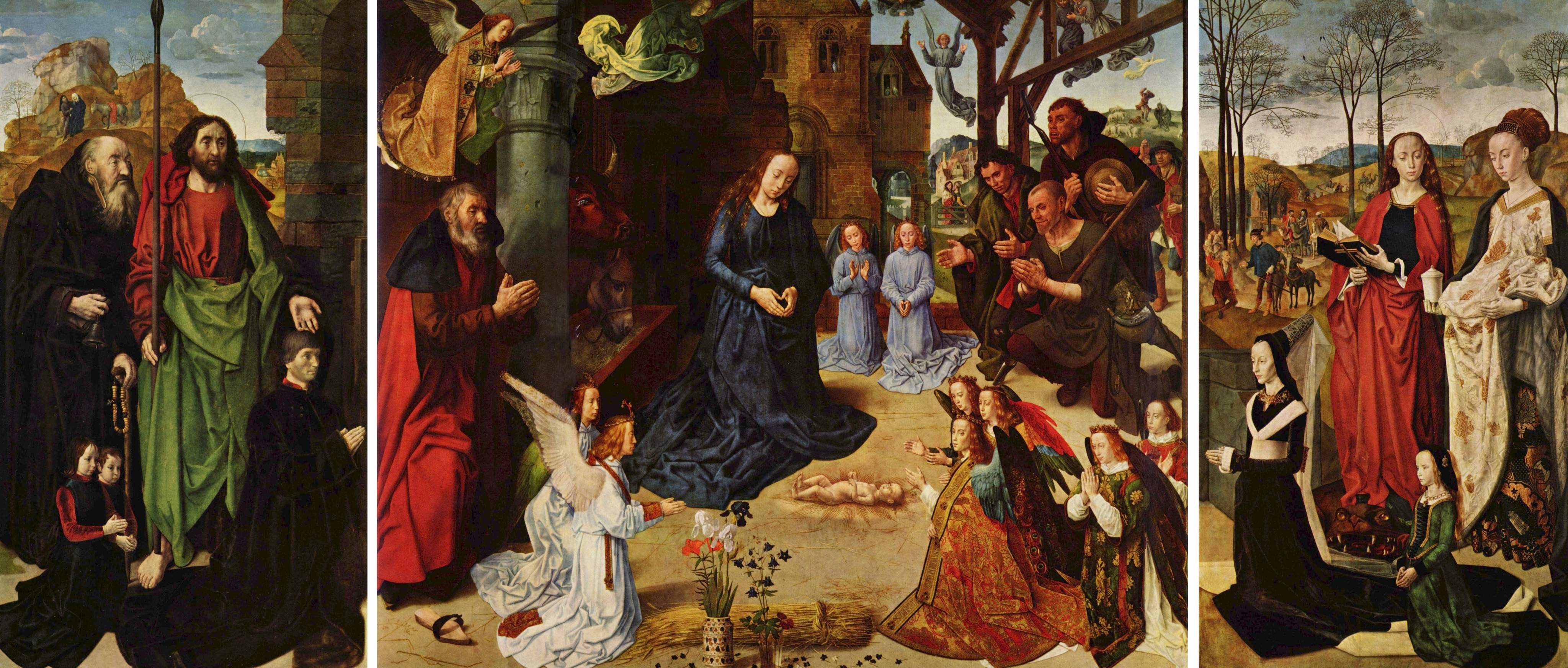
O Retábulo Portinari, Galeria Uffizi, Florença

Hugo van der Goes (1440–1482) foi um pintor flamengo.

## Biografia
Ele entrou na guilda de artistas da região em 1467. Logo foi eleito chefe da guilda. Casou-se com Maria Maddalena Baroncelli em 1470 e teve dez filhos. Sofria de uma doença mental e retirou-se para um monastério para se recuperar. Foi considerado um membro leigo da organização. Tentou suicídio em 1480 e morreu dois anos depois.
Sua obra mais famosa é o Retábulo Portinari, encomendado pela igreja do Hospital da Igreja de Santa Maria Nuova, em Florença, por Tommaso Portinari, representante da Família Médici em Bruges. Suas obras mostram a influência de pintores como Jan van Eyck e Rogier van der Weyden.
Outros trabalhos seus, que merecem destaque, são A Sagrada Família, Madona com criança, Menino com Santa Ana e A Morte de Nossa Senhora.
Sua obra se caracteriza pela tensão dramática e pela sensação de movimento, unindo os contrastes coloridos aos tons de um realismo calmo.